# 4729 Mikhailmilʹ
4729 Mikhailmilʹ је астероид главног астероидног појаса са средњом удаљеношћу од Сунца која износи 2,220 астрономских јединица (АЈ).
Апсолутна магнитуда астероида је 13,0.